# Раквере (волость)
Раквере (ест. Rakvere) — волость в Естонії, у складі повіту Ляяне-Вірумаа. Волосна адміністрація розташована в місті Раквере (місто до складу волості не входить, утворюючи окремий міський муніципалітет).

## Історія
Утворена 2017 року шляхом об'єднання волостей Раквере та Симеру.

## Розташування
Площа волості — 295 км², чисельність населення станом на 1 січня 2023 становить 5859 чоловік.
Адміністративний центр волості — місто (ест. alevik)) Раквере (до складу волості не входить). Крім того, на території волості знаходяться 4 містечка Лепна (ест. Lepna), Напі, Симеру, Ухтна і 47 сіл: Аркна (Arkna), Еескюла  (Eesküla), Йярні (Järni), Карітса (Karitsa), Карівярава (Karivärava), Карунга (Karunga), Клооді (Kloodi), Куллару (Kullaaru), Киргемяе (Kõrgemäe), Ласіла (Lasila), Левала (Levala), Мядапеа (Mädapea), Паатна (Paatna), Пяіде (Päide), Таараваіну (Taaravainu), Тобіа (Tobia), Тирма (Tõrma), Тирремяе (Tõrremäe), Велтсі (Veltsi).